# Správa úložišť radioaktivních odpadů
Správa úložišť radioaktivních odpadů (SÚRAO) vznikla 1. 6. 1997 jako státní organizace zřízená Ministerstvem průmyslu a obchodu ČR (MPO). Od roku 2001 je SÚRAO, ve smyslu § 51 zákona č. 219/2000 Sb., o majetku České republiky a jejím vystupování v právních vztazích, organizační složkou státu. V čele Správy stojí ředitel, kterým byl od února 2019 JUDr. Jan Prachař. Kvůli podezření ze spáchání trestného činu zjednání výhody při zadání veřejné zakázky byl od 19. května 2022 vazebně stíhán. Vedením úřadu byl dočasně pověřen Tomáš Ehler, náměstek pro jadernou energetiku ministerstva průmyslu a obchodu. Od 1. října 2022 organizaci řídí RNDr. Lukáš Vondrovic, Ph.D.

## Činnost SÚRAO
Posláním Správy úložišť radioaktivních odpadů je zajišťovat na území České republiky bezpečné ukládání radioaktivních odpadů v souladu s požadavky na ochranu člověka i životního prostředí před jejich negativními účinky. Ukládáním radioaktivních odpadů se rozumí trvalé umístění radioaktivních odpadů do prostorů, objektů nebo zařízení bez úmyslu jejich dalšího přemístění.
Mezi hlavní úkoly SÚRAO patří:
- bezpečný provoz stávajících úložišť radioaktivních odpadů;
- příprava výstavby hlubinného úložiště pro vysokoaktivní odpady;
- vedení evidence převzatých radioaktivních odpadů a jejich původců;
- správa odvodů původců radioaktivních odpadů na jaderný účet;
- zajištění a koordinace výzkumu a vývoje v oblasti nakládání s radioaktivními odpady;
- poskytování služeb v oblasti nakládání s radioaktivními odpady.

Pro SÚRAO jsou směrodatná ustanovení atomového zákona a jeho prováděcí vyhlášky, Koncepce nakládání s radioaktivními odpady a vyhořelým jaderným palivem v ČR a další relevantní právní předpisy. Na nakládání s radioaktivními odpady se vztahují i mezinárodní smlouvy a doporučení z oblasti využívání jaderné energie a ionizujícího záření, které Česká republika přijala (kompletní seznam zde).

## Stávající úložiště
V současné době jsou v České republice v provozu tři úložiště radioaktivních odpadů: bývalý vápencový důl Richard u Litoměřic, vytěžený uranový důl Bratrství u Jáchymova a úložiště v areálu jaderné elektrárny Dukovany. Úložiště Hostim nedaleko Berouna ukončilo provoz už více než 50 lety.

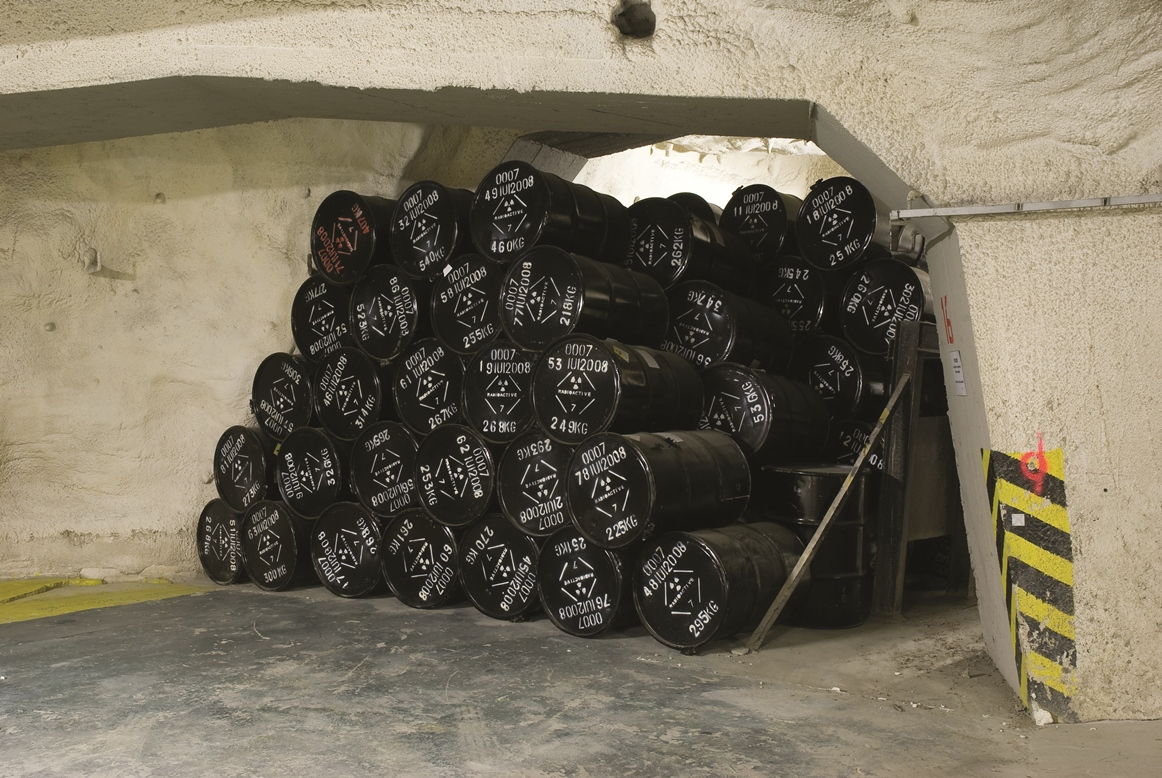
Uložené obalové soubory s radioaktivními odpady v úložišti Richard

### ÚRAO Richard
Areál úložiště se rozkládá na ploše 16 hektarů nedaleko Litoměřic. Součástí povrchového areálu je provozní budova, informační středisko, laboratoř a také akreditovaná zkušebna obalových souborů a radioaktivních látek zvláštní formy. Celkový objem využívaných důlních prostor přesahuje 17 000 m³, kapacita upravených podzemních prostor určených k ukládání odpadů je 10 250 m³. Zbytek tvoří obslužné chodby a další pomocné prostory. Richard je určen především pro institucionální odpady, které vznikají třeba ve zdravotnictví, průmyslu, zemědělství či výzkumu. Jde například o znečištěné pracovní oděvy, nefunkční zářiče nebo injekční stříkačky.

#### Zkušebna obalových souborů
V areálu úložiště Richard se nachází také specializovaná zkušebna obalových souborů a radioaktivních látek zvláštní formy. Provádí zkoušky obalových souborů pro radioaktivní zásilky typu IP-2, IP-3, A a B a zkoušky radioaktivních látek zvláštní formy (RLZF) tak, jak jsou požadovány pro přepravu nebezpečných látek třídy 7. Zkušebna je vybavena k provádění pádové zkoušky, zkoušky průrazem, ohybem a tepelné zkoušky pro radioaktivní látky zvláštní formy. Své prototypy zde testují nejen tuzemské společnosti, ale i vývojáři z řady evropských zemí.

### ÚRAO Bratrství

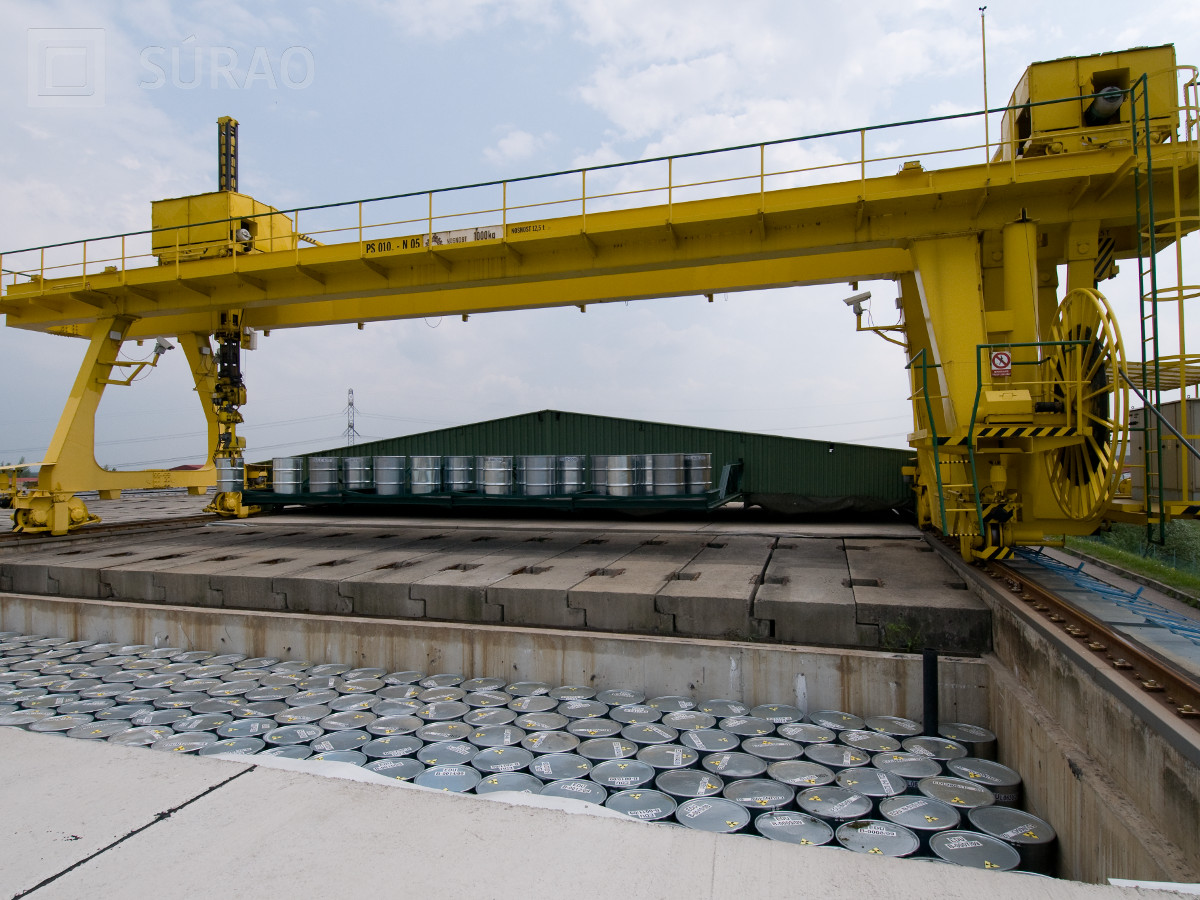
Manipulaci s obalovými soubory v úložišti v Dukovanech zajišťuje portálový jeřáb

Úložiště Bratrství v Jáchymově je v části opuštěných podzemních prostor bývalého stejnojmenného uranového dolu. Samotné úložiště tvoří jen nepatrnou část důlního pole, které má celkovou rozlohu 9,8 km² s více než 80 kilometry štol a překopů. Bratrství vždy bylo vyhrazené pro odpad obsahující přírodní radionuklidy. Odpady této kategorie vznikají především při vyřazování některých typů zářičů z provozu ve zdravotnictví a ve výzkumu. Do úložiště se vejde přibližně 360 m³ radioaktivních odpadů. V současné době je však jeho kapacita téměř vyčerpána. Definitivní termín i způsob uzavření úložiště je závislý na objemu v budoucnu ukládaných radioaktivních odpadů, ukončení provozu se plánuje kolem roku 2020.

### ÚRAO Dukovany
Povrchové úložiště Dukovany zabírá plochu 1,3 hektaru přímo v areálu Jaderné elektrárny Dukovany. Je určené především k likvidaci nízko a středněaktivních odpadů z dukovanské i temelínské elektrárny. Celkový objem úložných prostor je 55 000 m³, což představuje zhruba 180 000 obalových souborů (sudů). Tato kapacita je dostatečná k uložení všech provozních odpadů z obou elektráren, a to i v případě prodloužení jejich plánované životnosti na 40 let. V dukovanském úložišti radioaktivních odpadů je uložen tekutý i pevný radioaktivní odpad. Mezi pevné odpady patří například kontaminované ochranné pomůcky, čisticí textilie, balicí materiály, papír, fólie, elektroinstalační materiál, stavební suť apod. Tekutým RAO jsou odpadní vody.

### Nové hlubinné úložiště
V roce 2018 měl být zúžen počet vytipovaných lokalit pro budoucí úložiště jaderného odpadu z devíti na čtyři, celkem je vytipováno devět lokalit, jsou jimi lokalita Březový potok v Plzeňském kraji, Čertovka v Ústeckém kraji, Čihadlo a Magdaléna v Jihočeském kraji, Horka, Hrádek a Kraví hora na Vysočině a lokality kolem jaderných elektráren pod názvy ETE jih a Na Skalním. V lednu 2019 se objevila v podnikovém časopisu národního podniku DIAMO zmínka o zařazení lokality Kraví hora do užšího výběru.
. Místo pro nového hlubinné úložiště by mělo být vybráno v roce 2025 a mělo by být schváleno vládou ČR. V roce 2030 by měla být vystavěna podzemní laboratoř a v roce 2050 by měla být zahájena stavba jaderného úložiště, to by mělo být uvedeno do provozu v roce 2065. Vláda 21. prosince 2020 schválila výběr čtyř doporučených lokalit (Březový potok na Klatovsku, Horka mezi Třebíčí a Velkým Meziříčím, Hrádek u Jihlavy a Janoch u Temelína).
V lokalitě Horka u Budišova v okrese Třebíč proběhla dvě místní referenda v letech 2003 a 2004, kdy se obyvatelé vyjádřili proti výstavbě úložiště. V lokalitě Na Skalním působí spolek SOS Na Skalním, který bojuje proti výstavbě nového úložiště. V lokalitě Na Skalním byla vztyčena pamětní deska s textem odmítajícím hlubinné úložiště. I obyvatelé obce Lipník u Třebíče v referendu v 2018 odmítli stavbu hlubinného úložiště. Proti stavbě hlubinného úložiště v lokalitě Janoch u Temelína byla podána petice, kterou podepsalo 3 500 občanů. Starostové, zastupující obce Temelín, Dříteň, Olešník a město Hluboká nad Vltavou, dne 4. června 2020 vydali ke krokům směřujícím k vybudování úložiště v lokalitě Janoch záporné stanovisko.

## Hlubinné úložiště vyhořelého jaderného paliva avysokoaktivních odpadů

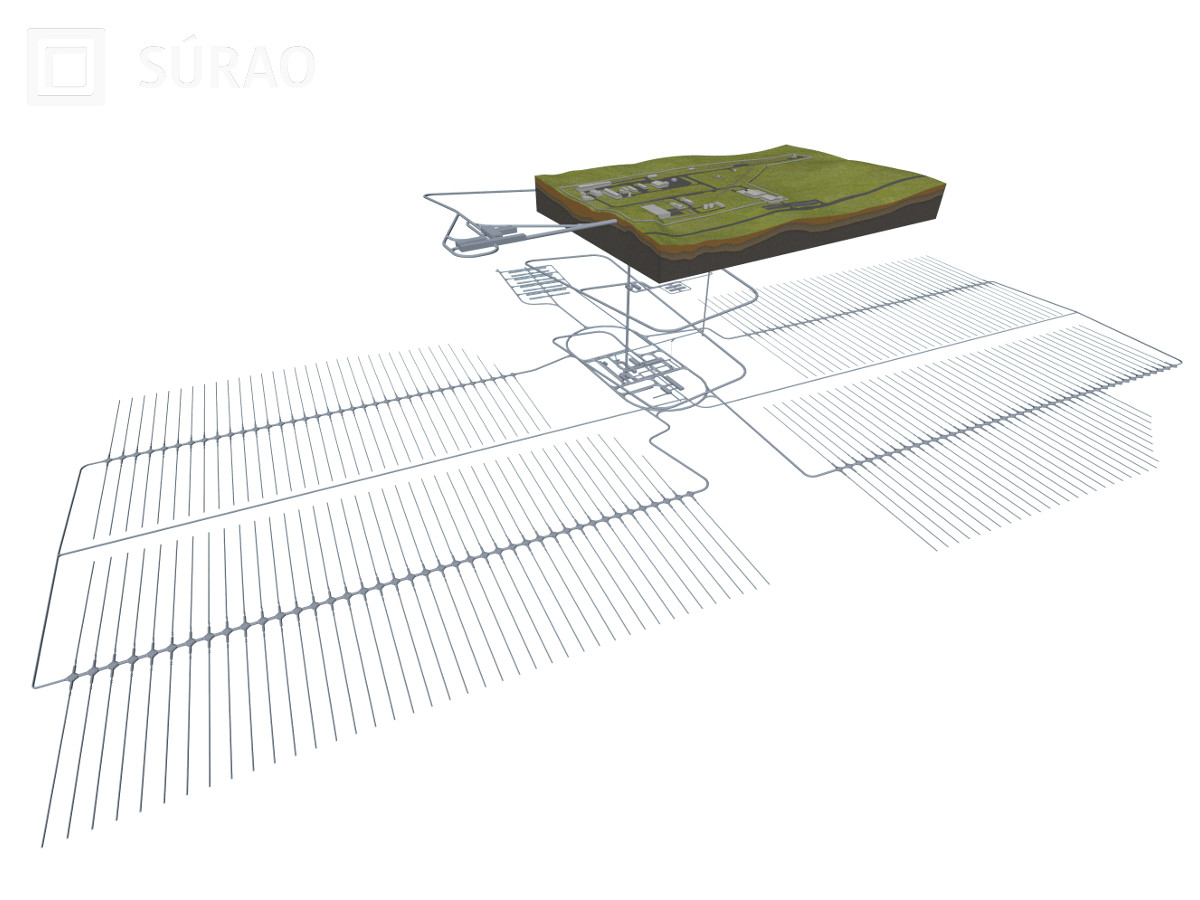
Model hlubinného úložiště vyhořelého jaderného paliva a vysokoaktivních odpadů

Každý rok v Česku vznikne přibližně 80 až 100 tun vyhořelého paliva z jaderných elektráren. Státní energetická koncepce, jejímž nositelem je MPO, do budoucna počítá s nárůstem výroby elektrické energie z jádra. Ať už stávající nebo do budoucna i nové reaktory jsou a vždy budou zdrojem vyhořelého jaderného paliva a vysokoaktivních odpadů.
V současné době již existují možnosti opětovného přepracování vyhořelého jaderného paliva za účelem využití v některých typech reaktorů. Avšak i v tomto případě nakonec vzniknou vysokoaktivní odpady, které je nutné zneškodnit a izolovat od okolí. Proto i země, které palivo přepracovávají (například Francie), budují hlubinné úložiště. Zodpovědnost za zneškodnění „vlastních“ odpadů je ve většině států, včetně České republiky, promítnuta i do příslušných zákonů. Těmi se země brání dovozu radioaktivních odpadů k jejich uložení a chrání jiné země zákazem jejich vývozu. I proto v České republice potřebujeme hlubinné úložiště.
Hlubinné úložiště bude zařízení, kde budou vysokoaktivní odpady bezpečně uloženy a izolovány od životního prostředí po stovky tisíc let. To bude možné díky tzv. multibarierovému systému. Ten se skládá jak z přírodní bariéry (horninový masív, který je stabilní již několik milionů let), tak i z technických (inženýrských) bariér, např. ukládacího kontejneru.

### Bezpečnost
Pro výstavbu hlubinného úložiště a jeho bezpečnost je klíčový výběr vhodné lokality. Je třeba, aby splňovala nejen požadavky na vlastnosti horniny, ale také řadu dalších, neméně důležitých podmínek. Mezi ně patří například přijatelnost lokality veřejností, technická možnost vybudování povrchového areálu úložiště a dopravní dostupnost. Z geologického hlediska je potřeba najít stabilní horninovou formaci, jejíž vznik, vývoj po desítky až stovky milionů let a umístění naznačuje, že bude mít požadované vlastnosti dostatečně dlouhou dobu. To je klíčovou podmínkou pro zajištění bezpečnosti úložiště.
Vyhledávání vhodné lokality pro hlubinné úložiště začalo nedlouho po spuštění prvních jaderných bloků v Jaderné elektrárně Dukovany, tj. v osmdesátých letech 20. století. V devadesátých letech pak vznikly první studie hodnotící potenciál horninového prostředí v ČR. V té době také začaly mezinárodní výzkumy a experimenty, jejichž cílem je určit nejvhodnější materiály a způsoby pro výstavbu úložiště a konstrukci inženýrských bariér. Právě díky multibariérovému systému (soustava vzájemně se doplňujících přírodních a člověkem vytvořených bariér, které zcela zabrání resp. minimalizují šíření radionuklidů po dobu stovek tisíců let) je hlubinné úložiště nejbezpečnějším způsobem, jak vysokoaktivní odpad zneškodnit.

### Proč hlubinné úložiště
- Vyhořelé palivo a vysokoaktivní odpady již existují a budou v ČR vznikat ještě desítky let.
- Jde o jediné řešení[zdroj?], které je technicky a ekonomicky přijatelné a proveditelné (celosvětově je s tím srozuměna odborná veřejnost a nasvědčují tomu také přístupy řady zemí)[zdroj?]
- Vyvážet radioaktivní odpady za hranice republiky za účelem uskladnění legislativa nedovoluje.

## Radioaktivní odpady
Radioaktivní odpady vznikají všude, kde se pracuje s radioaktivními látkami. Atomový zákon je charakterizuje jako "předměty nebo zařízení obsahující radionuklidy nebo jimi kontaminované, pro něž se nepředpokládá další využití". Lze je dělit podle jejich původu a podle množství radionuklidů, které obsahují (podle aktivity).

### Dělení podle původu
- Odpady z jaderné energetiky – kapaliny, kaly, pomůcky a materiály, které přišly při provozu jaderné elektrárny do kontaktu s radionuklidy; v budoucnu půjde také o vyhořelé jaderné palivo a další radioaktivní odpad, který nelze uložit do stávajících úložišť.
- Institucionální odpady – vznikají ve zdravotnictví, průmyslu, zemědělství či výzkumu. Mohou to být např. staré měřicí přístroje a radioaktivní zářiče, znečistěné pracovní oděvy, látky, papír, injekční stříkačky atd.

### Dělení podle aktivity
- Nízkoaktivní odpady – obsahují radionuklidy v malém množství, mohou být uloženy v úložištích povrchového typu.
- Středněaktivní odpady – obsahují více radionuklidů, než nízkoaktivní odpady, ale na rozdíl od vysokoaktivních odpadů uvolňují pouze malé množství tepla.
- Vysokoaktivní odpady – jedná se o vysoce radioaktivní materiály, které uvolňují značné množství tepla. Chlazení a stínění je nezbytné pro ochranu okolí před jejich vlivy. Bezpečné zneškodnění je možné pouze v hlubinném úložišti.

V České republice vyprodukuje jaderná energetika a drobní původci přibližně 450 tun nízko a středněaktivních odpadů ročně. Vyhořelého jaderného paliva vznikne cca 100 tun za rok.

## Historie
Historie ukládání radioaktivních odpadů sahá do poloviny 20. století. V počátečním období jaderného zbrojení (během studené války) a především v důsledku prudkého rozvoje jaderných elektráren v šedesátých a sedmdesátých letech 20. století (první kroky k výstavbě Jaderné elektrárny Dukovany udělali představitelé ČSSR už v roce 1970) se radioaktivní odpady začaly hromadit. Odborná veřejnost byla postavena před otázku, kam je umístit, aby neovlivňovaly člověka ani životní prostředí.

### Nízko a středněaktivní odpady
Zneškodňování nízko a středněaktivních odpadů bylo brzy úspěšně vyřešeno jejich ukládáním do povrchových úložišť.
Prvním takovým zařízením v Česku je již uzavřené úložiště radioaktivních odpadů Hostim ležící tři kilometry východně od Berouna. Samotný provoz úložiště trval velmi krátkou dobu. První obalové soubory přivezli do Hostimi pracovníci Ústavu pro výzkum, výrobu a využití radioizotopů v roce 1959, provoz skončil 9. 8. 1965 a další péči o úložiště Hostim převzal stát.
V pořadí druhým otevřeným, a dodnes stále funkčním, je úložiště radioaktivních odpadů Richard u Litoměřic. Stejně jako Hostim, i Richard je bývalý vápencový důl. Za druhé světové války ho nacisté částečně přestavěli na podzemní továrnu automobilových součástek. V roce 1959 padl jeden z prvních oficiálních návrhů využít důlní komplex Richard II k ukládání radioaktivních odpadů. Od roku 1964 se zde ukládají nízko a středněaktivní institucionální odpady.
Deset let po otevření úložiště Richard, tedy v roce 1974, zahájilo provoz úložiště Bratrství. Úpravou bývalého uranového dolu poblíž Jáchymova tak vzniklo vhodné místo pro ukládání radioaktivních odpadů s přírodními radionuklidy.
Úložiště radioaktivních odpadů Dukovany, které je situováno v areálu stejnojmenné jaderné elektrárny, je nejmladším českým úložištěm. Výstavba začala v roce 1987, v provozu je úložiště od roku 1995. Slouží především pro ukládání odpadů vzniklých při výrobě elektrické energie (nikoliv pro ukládání vyhořelého jaderného paliva či vysokoaktivních odpadů).
SÚRAO provozuje úložiště Richard, Bratrství a Dukovany od roku 2000, monitoruje také uzavřené úložiště Hostim.

### Vyhořelé jaderné palivo a vysokoaktivní odpady
Při výstavbě prvních jaderných elektráren v Československu se předpokládalo, že vyhořelé jaderné palivo bude odvezeno bezplatně do Sovětského svazu. V souvislosti s politickými změnami po roce 1989 však začalo být zřejmé, že vyhořelé jaderné palivo zůstane na území Československa, později České republiky. Proto bylo v roce 1992 pověřeno Ministerstvo hospodářství vypracováním nového konceptu nakládání s radioaktivními odpady včetně konečného zneškodnění vyhořelého paliva. O dva roky později byla z podnětu Ministerstva hospodářství založena Rada pro koordinaci řešení problematiky přípravy hlubinného úložiště, zkráceně označovaná jako Rada šesti subjektů (Ministerstvo průmyslu a obchodu, Ministerstvo hospodářství, ČEZ, a. s., Ministerstvo životního prostředí, Státní úřad pro jadernou bezpečnost, ÚJV Řež, a. s.). Byl tak dán impuls k vytvoření vlastního českého konceptu.
Přijetím atomového zákona v roce 1997 vznikla Správa úložišť radioaktivních odpadů, která, kromě převzetí všech povinností týkajících se provozování přípovrchových úložišť radioaktivních odpadů, byla pověřena přípravou koncepce nakládání s radioaktivními odpady a vyhořelým jaderným palivem. V roce 2002 tuto koncepci vláda schválila a tím deklarovala, že základní strategií ČR je přímé uložení vyhořelého jaderného paliva do hlubinného úložiště. 
Podobný vývoj byl i v zahraničí. V 90. letech 20. století došly země produkující vysokoaktivní odpady ke shodě, že je potřeba tuto problematiku začít řešit. Po letech výzkumů se většina států, které vyrábí elektrickou energii prostřednictvím jaderných elektráren, shodla na tom, že nejvhodnějším způsobem bude uložení vyhořelého jaderného paliva do hlubinných horninových formací. Tato varianta vyhovuje jak po stránce bezpečnostní a technické proveditelnosti, tak po stránce ekonomické.